# Ascencja Nicol Goni
Ascensión od Serca Jezusowego Nicola Goni, imię chrzestne Florentyna (ur. 14 marca 1868 w Tafalla, zm. 24 lutego 1940 w Pampelunie) – hiszpańska zakonnica, błogosławiona Kościoła katolickiego.
Była współzałożycielką zgromadzenia dominikanek sióstr misjonarek Najświętszego Różańca i ich pierwszą przełożoną generalną. Zmarła w opinii świętości; została ogłoszona błogosławioną 14 maja 2005 w pierwszej beatyfikacji za pontyfikatu papieża Benedykta XVI (wspólnie z zakonnicą amerykańską Marią Anną Barbarą Cope).